# 개양시외버스정류장
개양시외버스정류장은 경상남도 진주시 가좌동에 위치한 대한민국의 시외버스정류장이다. 근처에 개양오거리가 있기 때문에 흔히 개양오거리시외버스정류장이라고 하기도 한다. 진주시외버스터미널로 가는 버스가 지나가는 길목에 위치하고 있어 운행하는 노선이 많은 편이다. 2015년 6월 22일 고속버스 정차 인가를 받으면서 부여받은 고속버스 전산망상의 터미널 번호는 723이다.

## 역사
개양시외버스정류장은 1970년대 중반에 남해고속도로가 개통되면서 진주로 시외버스가 운행되기 시작할 때 생긴 것으로 알려지고 있다. 이후 30년 넘게 위치가 변경되지 않고 지금까지 운영되고 있으며 처음 정류장이 생겼을 당시에는 승차장 바로 옆 슈퍼에서 승차권을 취급했으나 1990년대에 매표소 부스가 인도변에 설치되었다가 인근 상점의 요구로 다시 현위치로 이전된 것으로 알려지고 있다.
개설 당시부터 오랫동안 이 곳에서는 고속버스 하차만 가능하고 승차는 불가능했으나, 2015년 6월 22일 중앙고속에서 국토교통부에 고속버스 정류장 운행 인가를 받아 모든 고속버스를 이 곳에서도 승차가 가능하게 되었다.

## 운행 노선

### 고속버스
이 곳에 정차하는 모든 고속버스 노선들은 진주고속버스터미널에서 출발하는 노선이 경유하며, 출발 후 약 5~10분 뒤에 도착한다. 단, 임시 배차 차량 또는 진주혁신도시 경유 시간대는 정차하지 않는다.
| 운행 노선       | 운행업체                | 운행구간 | 운행구간 | 운행구간 | 경유지                   | 배차 간격 (분) | 시간표                                                                                                 |
| --------------- | ----------------------- | -------- | -------- | -------- | ------------------------ | -------------- | --- |
| 개양 ↔ 서울경부 | 동양고속 중앙고속       | 개양     | ↔        | 서울경부 | 인삼랜드휴게소           | 15~70          | 첫차:04:40(진주 기준) 막차:24:00(진주 기준)                                                            |
| 개양 ↔ 고양     | 동양고속 중앙고속       | 개양     | ↔        | 고양     | 인삼랜드휴게소, 고양화정 | 2회            | 11:30, 15:00                                                                                           |
| 개양 ↔ 광주     | 중앙고속                | 개양     | ↔        | 광주     | 무정차                   | 9회            | 07:00, 08:30, 10:00, 11:30, 13:00, 14:30, 16:00, 17:30, 19:00                                          |
| 개양 ↔ 대구     | 중앙고속 천일고속       | 개양     | ↔        | 동대구   | 서대구                   | 50~60          | 첫차:06:40(진주 기준) 막차:20:00(진주 기준)                                                            |
| 개양 ↔ 동서울   | 동양고속 중앙고속       | 개양     | ↔        | 동서울   | 인삼랜드휴게소           | 3회            | 10:00, 13:10, 16:00                                                                                    |
| 개양 ↔ 성남     | 동양고속 중앙고속       | 개양     | ↔        | 성남     | 인삼랜드휴게소           | 3회            | 09:50, 13:00, 15:30                                                                                    |
| 개양 ↔ 수원     | 금호고속 동양고속       | 개양     | ↔        | 수원     | 인삼랜드휴게소           | 5~8회          | 평일 : 08:30, 10:40, 14:00, 15:50, 19:20 주말 : 07:30, 08:40, 09:50, 12:40, 14:00, 15:20, 18:10, 19:20 |
| 개양 ↔ 용인     | 중앙고속 동부익스프레스 | 개양     | ↔        | 용인     | 인삼랜드휴게소, 신갈     | 3회            | 10:10, 12:30, 16:10                                                                                    |
| 개양 ↔ 인천     | 동양고속 중앙고속       | 개양     | ↔        | 인천     | 인삼랜드휴게소           | 5회            | 09:00, 11:00, 12:30, 14:30, 16:30                                                                      |

### 시외버스
| 방면        | 행선지 |
| ----------- | --- |
| 수도권 방면 | 부천, 수원, 안산, 오산, 인천국제공항 |
| 충청권 방면 | 대전, 청주, 충주, 천안 |
| 호남권 방면 | 광양, 광주, 동광양, 순천 |
| 영남권 방면 | 거제(고현), 경주, 고성, 곤양, 구미, 군복, 김해, 남양, 남해, 동래, 두양, 마산, 미조, 부산, 부산서부, 부산역, 사천, 삼천포, 상주, 서대구, 서면역, 서포, 양산, 양천사,옥포 옥종, 울산, 장승포, 전도, 진교, 창원, 통영, 포항, 하동, 한서병원, 함안 |

## 특이 사항
- 진주시외버스터미널 시간표 기준으로 약 15분 뒤에 버스가 이 곳에 도착한다.
- 모든 심야버스는 승차권을 판매하지 않으므로 현금을 내고 승차해야 한다.
- 진주 - 원주행과 진주 - 진주혁신도시 - 서울행은 진주혁신도시를 경유해 고속도로를 이용하기 때문에 이 곳에 정차하지 않는다.

## 이전 문제
개양시외버스정류장은 1970년대에 설치된 이후 현재까지 제대로된 편의시설을 갖추지 않아 인근 주민들이 이용함에 있어서 불편을 토로하고 있다. 가장 기본적인 시설이라 할 수 있는 화장실 시설조차 갖춰지지 않았으며 이용객이 대기할 수 있는 시설은 전혀 없었으나 2013년이 되어서야 비가림막과 의자 몇개가 설치되었다. 인근 주민들은 이 시외버스정류장의 고질적인 문제를 해결하기 위해 진주대로변으로 이전해 줄것을 수차례 요구하고 있으나 정작 진주시에서는 녹지 공간 개발우려, 운수업체 등의 협조 필요 등을 이유로 난색을 표하고 있다.
그러다가 노후화된 진주고속버스터미널과 진주시외버스터미널을 통합한 종합 버스 터미널을 개양정류장 근처에 신축하기로 했다.